# Sapajus macrocephalus
Sapajus macrocephalus is een zoogdier uit de familie van de Cebidae. De wetenschappelijke naam van de soort werd voor het eerst geldig gepubliceerd door Johann Baptist von Spix in 1823.

## Taxonomie
De taxonomische status van dit taxon is onzeker, op basis van een aantal studies werd het als ondersoort van de bruine kapucijnaap (Sapajus apella) gerekend. Echter, in 2023 bleek uit een onderzoek dat het wel degelijk een aparte soort was, maar dat de grenzen tussen deze soort en de bruine kapucijnaap anders liggen dan voorheen gedacht.

## Voorkomen
De soort komt voor in Brazilië, Colombia, Ecuador en Peru.